# Shannon Richardson
Shannon Guess Richardson (de soltera Rogers; 31 de agosto de 1977) es una actriz y criminal estadounidense. Trabajó en varios papeles de televisión y cine, incluida la serie televisiva The Walking Dead, pero es más conocida por enviar cartas con ricina al presidente de los Estados Unidos, Barack Obama, y al alcalde de la ciudad de Nueva York, Michael Bloomberg, con las que intentaba incriminar a su esposo. Fue declarada culpable y sentenciada a 18 años de prisión en julio de 2014.

## Actuación
Richardson apareció en papeles menores en series de televisión como The Vampire Diaries, Franklin & Bash y The Walking Dead.

## Vida personal
Richardson fue abandonada por su madre a la edad de dos años y criada por su padre, Terry Rogers. Rogers trabajó en General Motors en Doraville, Georgia. Era la mayor de tres hijos y tenía un hermano menor y una hermana menor. En el momento de su arresto, Richardson vivía en New Boston, Texas. Ha estado casada tres veces. El 8 de octubre de 2011, se casó con Nathan Richardson, un veterano del ejército estadounidense que trabajaba como mecánico en un depósito militar. Solicitó el divorcio en junio de 2013.
En el momento de su arresto en junio de 2013, Richardson tenía cinco hijos de entre 4 y 19 años con sus dos maridos anteriores y estaba embarazada de su sexto hijo. El 4 de julio de 2013, Richardson dio a luz a un niño, llamado Brody, mientras estaba bajo custodia. Las autoridades dijeron que el bebé nació cuatro meses antes de tiempo, pesó solo dos libras al nacer y que necesitaba permanecer hospitalizado. En agosto de 2013, Nathan Richardson obtuvo la custodia temporal de Brody.

## Arresto y condena
En mayo de 2013, mientras se divorciaba, Richardson llamó a la policía y acusó falsamente a su esposo, Nathan Richardson, de enviar cartas mezcladas con ricina a varios políticos. Nathan Richardson nunca fue acusado en relación con el asunto. Le dijo a los investigadores que su esposa le tendió una trampa. Los investigadores encontraron evidencia de que ella misma había enviado las cartas con ricina en un esfuerzo por tenderle una trampa a su esposo separado.
Richardson fue arrestada el 7 de junio de 2013 por su presunta participación en el envío de cartas con ricina a políticos como el presidente Barack Obama y el alcalde de la ciudad de Nueva York, Michael Bloomberg. Fue acusada de «enviar una carta amenazante al presidente Barack Obama».
El 6 de junio, Richardson confesó que había enviado por correo las tres cartas sabiendo que contenían ricina, pero afirmó que su esposo la obligó a enviarlas. El 20 de junio, un juez federal ordenó que se le hiciera un examen psicológico a Richardson, basado en una solicitud de su abogado designado por el tribunal, quien dijo que había mostrado «un patrón de comportamiento» que planteaba dudas sobre su capacidad para ayudar en su propia defensa penal.
El 28 de junio, Richardson fue procesada y acusada de enviar cartas con ricina al presidente Obama y al alcalde Bloomberg. La acusación formal de tres cargos la acusa de enviar tres cartas amenazantes alrededor del 20 de mayo a Obama, Bloomberg y Mark Glaze, el director de Mayors Against Illegal Guns. Una denuncia penal presentada el 7 de junio reveló que el FBI había utilizado Mail Isolation Control and Tracking (MICT), un programa de vigilancia masiva no revelado anteriormente administrado por el Servicio Postal de Estados Unidos, para restringir su investigación a Richardson.
El 22 de noviembre, Richardson llegó a un acuerdo de culpabilidad por tres cargos. El 10 de diciembre, se declaró culpable y fue enviada al Departamento de Justicia Criminal de Texas. El gobierno de Estados Unidos tiene contratos con funcionarios estatales y del condado en todo el país para retener a los presos federales en espera de juicio. El 16 de julio de 2014, la mayoría de los cargos contra Richardson se retiraron según su declaración de culpabilidad. Se retiraron los cargos de hacer amenazas contra el presidente de los Estados Unidos y enviar comunicaciones amenazantes por correo. Richardson fue condenada por el cargo relacionado con la fabricación y posesión de un arma biológica y sentenciada a 18 años de prisión, 367 222 USD en restitución, 100 USD de tarifa de evaluación especial (para pruebas psicológicas), 5 años de libertad supervisada y se le ordenó someterse a tratamiento psicológico mientras estuviera en prisión, y continuar el tratamiento psicológico después de su liberación.
El 16 de marzo de 2015, el canal Investigation Discovery emitió el episodio 10 de la temporada 6 del programa de televisión Who the (Bleep) Did I Marry? que presentaba el caso de Shannon Richardson contado por su exmarido. El episodio se tituló «Poison Love».
En marzo de 2015, Shannon Richardson presentó una demanda por privación de derechos mientras estaba en prisión. La acción civil fue «desestimada con perjuicio» el 7 de marzo de 2015.
Richardson está recluida en una prisión federal en Fort Worth, Texas, con una fecha de liberación programada para el 18 de noviembre de 2028.